# Galatasaray Istanbul/Saison 1931/32

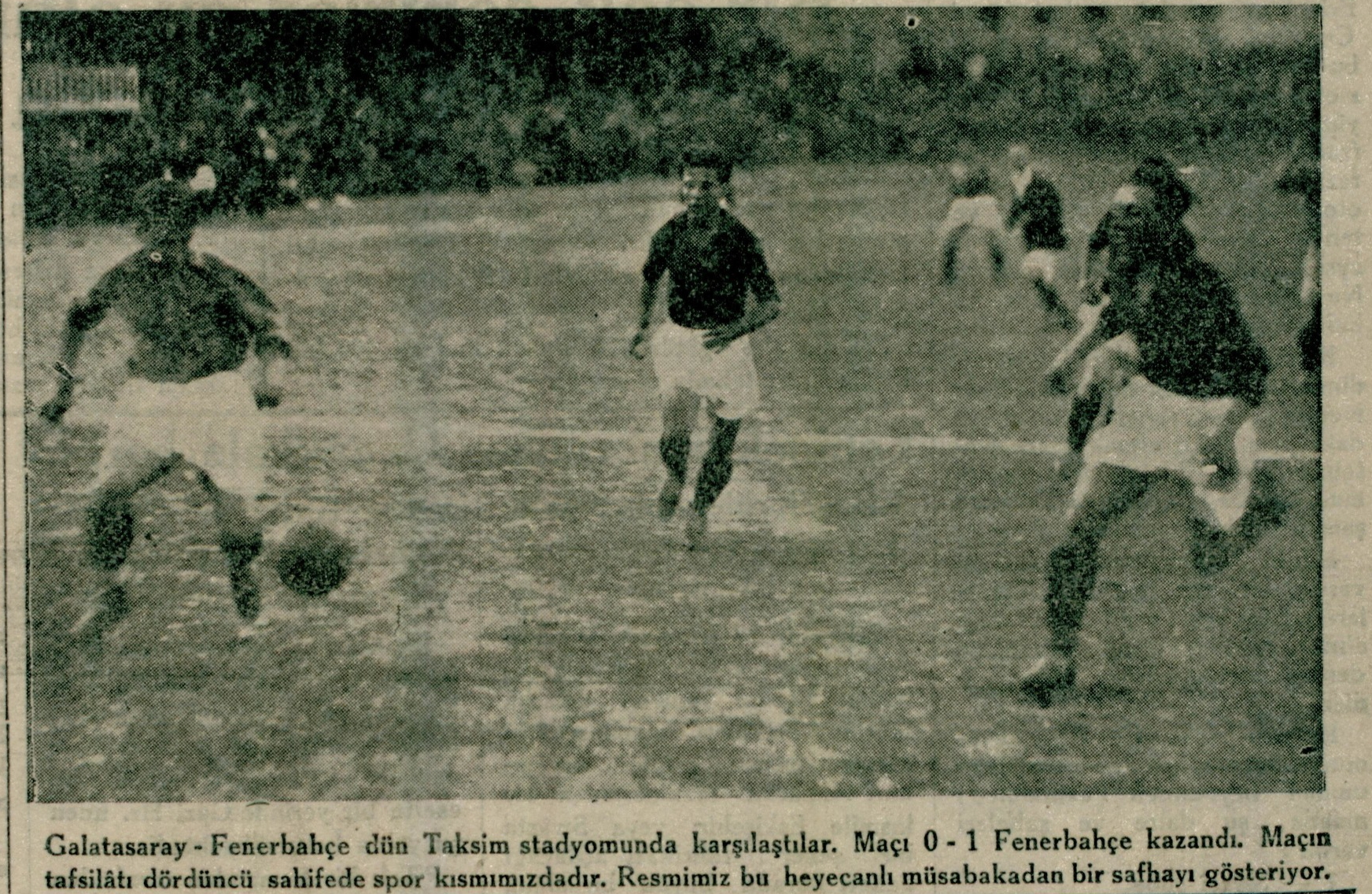
Das Spiel zwischen Fenerbahçe und Galatasaray in der Zeitung Akşam vom 28. Mai 1932.

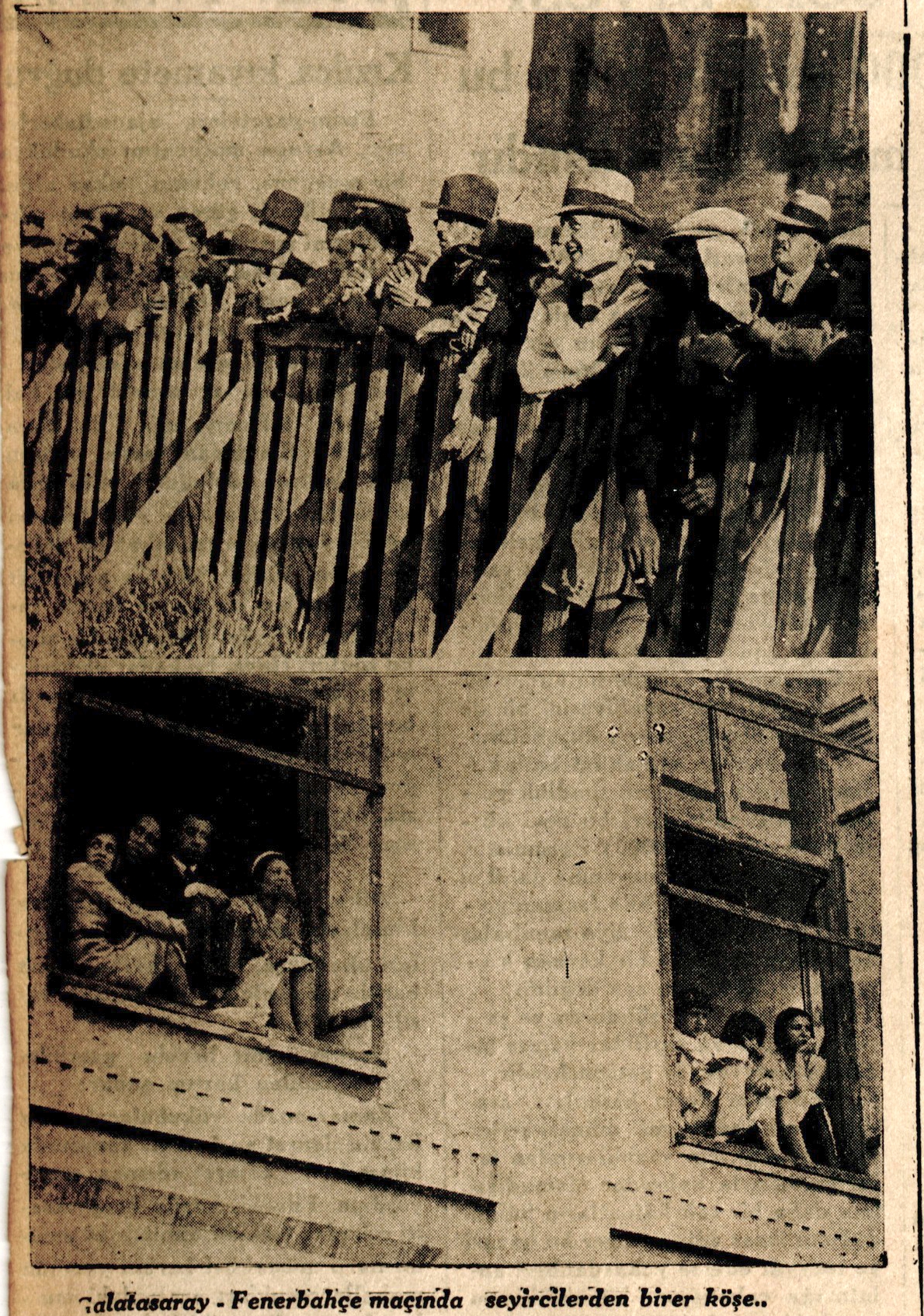
Ein Blick auf die Tribünen im Taksim-Stadion während des Spiels zwischen Fenerbahçe und Galatasaray, veröffentlicht in der Zeitung Akşam vom 28. Mai 1932.

Die Saison 1931/32 von Galatasaray Istanbul war die 26. Saison in der Vereinsgeschichte. Galatasaray Istanbul spielte in dieser Spielzeit bei der İstanbul Futbol Ligi nicht mit, weil der Verein mit der Gewinnverteilung nicht zufrieden war.

## Olimpiyat Dergisi Kupası
| Datum        | Gegner              | Ort                        | Ergebnis  | Tor(e) für Galatasaray Istanbul    |
| ------------ | ------------------- | -------------------------- | --------- | ---------------------------------- |
| 13. Mai 1932 | Fenerbahçe Istanbul | Fenerbahçe Stadı, Istanbul | 2:1 (1:1) | 1:0 Leblebi (25.), 2:1 Erkal (50.) |
| 27. Mai 1932 | Fenerbahçe Istanbul | Taksim-Stadion, Istanbul   | 0:1 (0:0) | keine                              |

## Freundschaftsspiele
Diese Tabelle führt die ausgetragenen Freundschaftsspiele auf.
| Datum              | Gegner            | Ort                      | Ergebnis | Tor(e) für Galatasaray Istanbul |
| ------------------ | ----------------- | ------------------------ | -------- | ------------------------------- |
| 18. September 1931 | Beşiktaş Istanbul | Taksim-Stadion, Istanbul | 4:3      | ?                               |
| 11. Oktober 1931   | Beşiktaş Istanbul | Taksim-Stadion, Istanbul | 2:1      | ?                               |